# Фактори елонгації трансляції
Фактори елонгації трансляції (англ. translation elongation  factors) — це G-білки, що беруть участь в елонгації трансляції. Ці нерибосомні білки відіграють ключову роль під час зв'язування аа-тРНК з А-сайтом рибосоми та транслокації останньої на один кодон уздовж мРНК. На сьогодні відомо 2 фактори елонгації трансляції, гомологи яких є у всіх клітинних форм життя, а саме:
- EF1;
- EF2, або EF-G[1].

EF1 складається з двох оборотно взаємодіючих білків: EF-Tu (в еукаріотів eEF1А) та  EF-Ts (еукаріотичний аналог eEF1В). EF-Ts взаэмодіє з I та III структурними доменами EF-Tu та викликає зміну конформації G-домену (домен I) останнього, в результаті якої відбувається витіснення ГДФ та зв'язування з ГТФ. EF-Tu здатний з'язуватися з  акцепторною  частиною аа-тРНК лише в комплексі з ГТФ. Комплекс EF1·ГТФ–аа-тРНК виключає контакт акцепторного стебла аа-тРНК (що входить до складу комплексу) з пептидилтрансферазним центром та уможливлює швидкий перебір аа-тРНК  з  різними  антикодонами.